# 九州記念
九州記念（きゅうしゅうきねん）は、日本の荒尾競馬組合が荒尾競馬場のダート2000mで施行していた競馬の重賞（KJ3）競走。正式名称は「西日本スポーツ杯 九州記念」。西日本スポーツを発行する西日本新聞社が優勝杯を提供していた。

## 概要
1990年にサラ系3歳以上（馬齢は現表記）・2150mのサラブレッド大賞典として創設、九州地区交流競走となった2000年度（2000年6月）の開催からレース名を九州記念に改められた。
創設時から毎年のように施行時期が変わっていたが、距離が2000mに短縮された2004年からは10月中旬の開催に定着。九州大賞典～佐賀記念へと続く九州競馬の古馬中長距離路線の起点となる重賞に位置づけられていた。
なお、この競走は九州大賞典のトライアル競走でもあり、1着馬には九州大賞典の優先出走権が与えられていた。また、JBCクラシックの指定競走でもあった。

## 歴代優勝馬
| 回数   | 施行日         | 優勝馬             | 性齢 | 所属 | タイム | 優勝騎手   | 管理調教師 |
| ------ | -------------- | ------------------ | ---- | ---- | ------ | ---------- | ---------- |
| 第1回  | 1990年12月2日  | コーナンオーマ     | 牡7  | 荒尾 | 2:22.6 | 頼本盛行   | 小佐井美喜 |
| 第2回  | 1991年11月24日 | リキマナード       | 牡7  | 荒尾 | 2:25.2 | 古泉悟     | 宮本芳吉   |
| 第3回  | 1992年11月22日 | マーキュリーエル   | 牡8  | 荒尾 | 2:19.5 | 牧義成     | 吉永晃     |
| 第4回  | 1993年12月19日 | マルカロッキー     | 牡8  | 荒尾 | 2:28.3 | 牧野孝光   | 和田正美   |
| 第5回  | 1994年11月27日 | ニシキトウカイ     | 牡6  | 荒尾 | 2:26.8 | 牧野孝光   | 幣旗吉昭   |
| 第6回  | 1995年12月3日  | ダンディトップ     | 牡7  | 荒尾 | 2:27.9 | 西村栄喜   | 福島幸広   |
| 第7回  | 1997年1月5日   | キンコーバトラ     | 牡9  | 荒尾 | 2:25.5 | 牧野孝光   | 崎谷彦司   |
| 第8回  | 1998年1月4日   | マドロス           | 牡8  | 荒尾 | 2:55.0 | 橋本幸次郎 | 工藤榮一   |
| 第9回  | 1998年12月13日 | ミルラブリー       | 牡7  | 荒尾 | 2:51.8 | 西村栄喜   | 幣旗吉治   |
| 第10回 | 2000年1月3日   | キャロルウインド   | 牡8  | 荒尾 | 2:52.5 | 古泉悟     | 佐伯茂樹   |
| 第11回 | 2000年6月18日  | タマノコウキ       | 牡6  | 佐賀 | 2:23.2 | 鮫島克也   | 的場信弘   |
| 第12回 | 2001年9月9日   | ワールドスペクター | 牡6  | 佐賀 | 2:23.7 | 山口勲     | 九日俊光   |
| 第13回 | 2002年11月6日  | ハクシュカッサイ   | 牡5  | 佐賀 | 2:22.5 | 真島正徳   | 真島元徳   |
| 第14回 | 2003年11月5日  | ハクシュカッサイ   | 牡6  | 佐賀 | 2:21.2 | 真島正徳   | 真島元徳   |
| 第15回 | 2004年10月13日 | エンジェルボーイ   | 牡4  | 荒尾 | 2:14.4 | 吉井浩和   | 平山良一   |
| 第16回 | 2005年10月12日 | インターレジェンダ | 騸7  | 佐賀 | 2:13.0 | 山口勲     | 東眞市     |
| 第17回 | 2006年10月18日 | コウエイベスト     | 牝4  | 佐賀 | 2:11.7 | 川野幸治   | 東美義     |
| 第18回 | 2007年10月14日 | ノースダンシング   | 牡7  | 荒尾 | 2:12.4 | 尾林幸彦   | 畑田修治   |
| 第19回 | 2008年10月8日  | テットウテツビ     | 騸7  | 荒尾 | 2:11.3 | 林陽介     | 崎谷彦司   |
| 第20回 | 2009年10月15日 | タニノウィンザー   | 牡5  | 荒尾 | 2:13.5 | 吉留孝司   | 頼本盛行   |
| 第21回 | 2010年10月15日 | タニノウィンザー   | 牡6  | 荒尾 | 2:12.8 | 吉留孝司   | 頼本盛行   |
| 第22回 | 2011年10月14日 | テイエムゲンキボ   | 牡7  | 荒尾 | 2:09.7 | 村島俊策   | 平山良一   |

馬齢は2000年以前は旧表記。
- 距離：第1～7・11～14回：2150m、第8～10回：2500m、第15回～22回：2000m

## 本競走からの九州大賞典優勝馬
| 回数   | 施行日        | 馬名             | 性齢 | 所属 | 着順 |
| ------ | ------------- | ---------------- | ---- | ---- | ---- |
| 第13回 | 2002年11月6日 | ハクシュカッサイ | 牡5  | 佐賀 | 1着  |
| 第14回 | 2003年11月5日 | ハクシュカッサイ | 牡6  | 佐賀 | 1着  |